# Gypsonoma dealbana
Gypsonoma dealbana es una especie de polilla del género Gypsonoma, tribu Eucosmini, familia Tortricidae. Fue descrita científicamente por Frolich en 1828.
La envergadura es de unos 11–14 milímetros. Se distribuye por Europa: Alemania.